# Вольнянск (станция)
Вольнянск (до 1974 года Софиевка) — грузопассажирская железнодорожная станция Запорожской дирекции Приднепровской железной дороги.
Расположена в одноименном городе Запорожской области на пересечении главного хода Синельниково I — Запорожье І и линии Апостолово — Запорожье-Левое — Вольнянск.
Станция Вольнянск находится между станциями Новогупаловка (13 км), Янцево (8 км) и Запорожье-Левое (16 км).

## История
Станция возникла в 1873 году во время строительства линии от станции Синельниково I до станции Запорожье І частной Лозово-Севастопольской железной дороги. 
В 1934 году, по завершении строительства линии Апостолово — Запорожье-Левое — Вольнянск, стала узловой станцией.

## Пассажирское сообщение
На станции Вольнянск останавливаются пригородные электропоезда сообщением:
- Запорожье-1 — Вольнянск,
- Запорожье-1 — Синельниково I,
- Запорожье-1 — Днепр,
- Запорожье-2 — Синельниково I,
- Запорожье-1 — Сухачевка (по будням),
- Днепр — Геническ.